# 艾氏飞轮蟹
艾氏飞轮蟹（学名：Ixa edwardsii）为玉蟹科飞轮蟹属的动物。分布于澳大利亚北部、印度、土耳其东南的梅尔辛湾、红海、波斯湾、东非以及中国大陆的海南、广西等地，生活环境为海水，一般栖息于浅海区以及有时进入河口处。